# Vila Verde (freguesia)
Vila Verde era una freguesia portuguesa del municipio de Vila Verde, distrito de Braga.

## Historia
Vila Verde fue inicialmente cabecera del municipio de Vila Chã, fusionado con el de Larim en 1836 y extinguido en 1855, pasando entonces a integrarse junto con otros en el actual municipio homónimo de la freguesia.
Fue suprimida el 28 de enero de 2013, en aplicación de una resolución de la Asamblea de la República portuguesa promulgada el 16 de enero de 2013 al unirse con la freguesia de Barbudo, formando la nueva freguesia de Vila Verde e Barbudo.

## Organización territorial
Los lugares o aldeas que componían la antigua freguesia son Bom Retiro, Bouça, Cachada, Cagide, Campo da Feira, Carvalhosa, Cepelo, Coturela, Fafias, Igreja Velha, Largo do Paço ou Oliveira, Monte de Baixo, Monte de Cima, Outeirinho, Pedome, Quintas e Reguengo